# Kansas Bureau of Investigation
Il Kansas Bureau of Investigation è un'agenzia governativa di polizia statale del Kansas.

## Storia
La legislatura del Kansas ha istituito il Kansas Bureau of Investigation nel 1939. L'ufficio è una divisione dell'Ufficio del procuratore generale. Il KBI assiste le forze dell'ordine locali con attività più mobili e criminali. Nei primi anni i reati erano spesso rapine in banca. Oggi, il compito principale del KBI è fornire competenze e assistenza alle forze dell’ordine locali nella gestione degli incidenti criminali. Al KBI è stata inoltre data l’autorità di conservare i registri della giustizia penale dello stato. Anni dopo, è stato aggiunto il KBI Forensic Science Laboratory per assistere la comunità della giustizia penale in Kansas con servizi di scienza forense.
Il KBI è stata la prima agenzia coinvolta nell'indagine sull'omicidio raccontata in A sangue freddo di Truman Capote, oltre a confermare l'identità del killer BTK a Wichita.